# Le Dimanche de la vie
Le Dimanche de la vie és una pel·lícula francesa de Jean Herman estrenada el 1967. El guió està inspirat en un conte de Raymond Queneau publicada el 1952, Le Dimanche de la vie. Fou projectada com a part de la selecció oficial del Festival Internacional de Cinema de Sant Sebastià 1966.

## Sinopsi
1936. Julia Ségovie, una comercial provincial, es casa amb Valentin Bru, soldat de segona classe. Tots dos van a París. Mentre gestiona una petita empresa de marcs, llegada per la seva sogra, Julia, s'instal·la com a vident, amb el nom de Madame Saphir. Quan emmalalteix, Valentin substitueix la seva dona. Però esclata la guerra i sacseja la vida de la parella.

## Decorats
L'estació del metro de la Bastilla serveix de punt d'arribada a Valentin.

## Repartiment
- Danielle Darrieux: Julia Ségovie / Madame Saphir
- Jean-Pierre Moulin: Valentin Bru
- Olivier Hussenot: Paul Brélugat
- Françoise Arnoul: Chantal Brélugat
- Berthe Bovy: Nanette
- Anne Doat: Didine
- Hubert Deschamps: Bourrelier
- Paulette Dubost: Madame Bijou
- Renée Gardès: Victoire
- Paul Crauchet: Poucier
- Agnès Capri: Miss Pantruche
- Henri Virlojeux: M. Balustre
- Jean Rochefort: El capità Bordeille
- Roger Blin: Jean Sans-Tête
- Noëlle Hussenot: Catherine
- Madeleine Barbulée: Madame Faucolle
- Claude Evrard: el gendarme
- Robert Deslandes : Verterelle
- Germaine Delbat: Madame Vertorel
- Paul Bisciglia: venedor de diaris
- Madeleine Damien
- Ellen Frank